# Estação Rodoviária (Trensurb)
A Estação Rodoviária é uma das estações do Metrô de Porto Alegre, situada em Porto Alegre, entre a Estação Mercado e a Estação São Pedro. Faz parte da Linha 1.
Foi inaugurada em 2 de março de 1985. Localiza-se na Avenida Mauá. Atende o bairro do Centro Histórico.

## Localização
A estação recebeu esse nome por estar localizada em frente à Estação Rodoviária de Porto Alegre, inaugurada em 1970 e que recebe linhas de ônibus interestaduais e intermunicipais que ligam o interior do estado à capital. É próxima também do Terminal Conceição, um terminal que recebe algumas linhas de ônibus que atendem a Região Metropolitana de Porto Alegre.
Em suas imediações também se localiza o PopCenter, um shopping popular que conta com mais de 800 lojas, além do Câmpus Porto Alegre do Instituto Federal do Rio Grande do Sul.